# بيتر جونز (لاعب كريكت)
بيتر جونز (19 أغسطس 1948 - 22 ديسمبر 2017) (بالإنجليزية: Peter Jones)‏ هو لاعب كريكت زيمبابوي. لعب مع نادي الكريكت في جامعة أكسفورد ‏.

## وصلات خارجية
- بيتر جونز على موقع إي آس بي آن كريك إنفو (الإنجليزية)